# Дисамарийнонакадмий
Дисамарийнонакадмий — бинарное неорганическое соединение, интерметаллид
кадмия и самария
с формулой Cd9Sm2,
кристаллы.

## Получение
- Сплавление стехиометрических количеств чистых веществ:

{\displaystyle {\mathsf {9Cd+2Sm\ {\xrightarrow {742^{o}C}}\ Cd_{9}Sm_{2}}}}

## Физические свойства
Дисамарийнонакадмий образует кристаллы
гексагональной сингонии, пространственная группа P 63/mmc, параметры ячейки a = 1,551 нм, c = 1,536 нм,
структура типа диплутонийнонацинка Zn9Pu2
.
Соединение образуется по перитектической реакции при температуре 742 °C
.
В некоторых работах соединению приписывают состав Cd58Sm13
.